# دنی فیلث
دَنی فیلث (به انگلیسی: Dani Filth) (زادهٔ ۲۵ ژوئیه ۱۹۷۳) ترانه‌سرا، خواننده و از اعضای بنیان‌گذار گروه کریدل آو فیلث است.

## زندگی شخصی
دَنی فیلث در سال ۱۹۷۳ در هرتفورد به‌دنیا آمد. مادرش سوزان ژانت مور و پدرش لاورنس جان دیوی بودند. فیلث بزرگترین فرزند خانواده بود. او ۲ خواهر به نام‌های آماندا (زادهٔ ۱۹۷۵) و راشل (زادهٔ ۱۹۷۸) و یک برادر به‌نام فیلیپ (زادهٔ ۱۹۸۱) دارد. فیلث در ۳۱ اکتبر ۲۰۰۵ در ایپسویچ با همسرش تانی، ازدواج کرد. آن‌دو به‌همراه تنها فرزندشان لونا اسکارلت (زادهٔ ۸ فوریهٔ ۱۹۹۹) در میدین انگلستان زندگی می‌کنند.

## زندگی حرفه‌ای

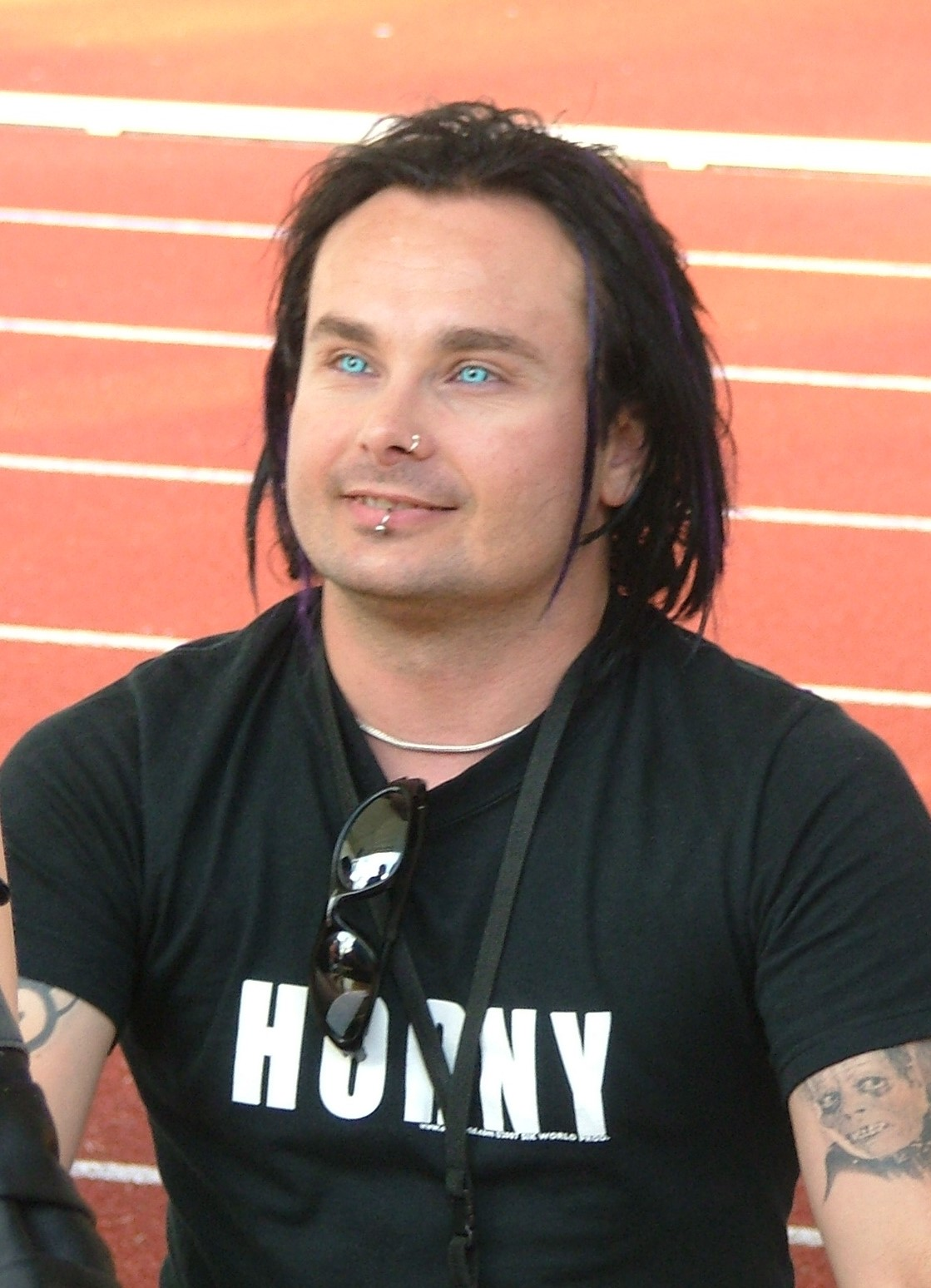
دنی فیلث. کوپیو، فستیوال راک کاک ۲۰۰۸.

گروه‌های اولیهٔ فیلث، «کارنیوال فرویت‌کیک»، «د لمون گرو کیدز»، «پی‌دی‌اِی» و «فیست آن اکسرمنت» بودند. دنی فیلث از گروه‌های آیرن میدن، جوداس پریست، اِمپرور، ونوم، دیستراکشن، اسلیر، سَبَث، د میس‌فیتز، پارادایز لاست و فیلم کابوس قبل از کریسمس تیم برتون به‌عنوان تاثیرگذارترین‌ها بر موسیقی‌اش یاد می‌کند.
فیلث در ۱۸ سالگی در یک رستوران چینی مشغول به‌کار شد. مدتی هم نوشتن مطالب موسیقی در اینترنت و روزنامه‌ها را تجربه کرد. او پس از آن‌که به‌عنوان خوانندهٔ کریدل آو فیلث به شهرت رسید هم این کار را ادامه داد و در پایان دههٔ ۱۹۹۰ میلادی به مدت ۲ سال، ستون خودش با عنوان «جهنم دنی» را در مجلهٔ متال هَمِر داشت.
او به‌همراه گوین بادلی کتاب انجیل کثافت‏(۲۰۱۰)-تاریخچهٔ گروه کریدل آو فیلث- را نوشته‌اند. فیلث به غیر از همکاری‌اش با کریدل آو فیلث، در پروژهٔ رودرانر یونایتد‏ (۲۰۰۵) هم همکاری داشته‌است. او هم‌چنین-به‌شکل بسیار محدود-چند نقش سینمایی و تلویزیونی ایفا کرده و در سال ۲۰۰۳ گویندهٔ نقش اصلی انیمیشن دامینیتور بوده‌است. فیلث در سال ۲۰۰۱ در فیلم سینمایی گهوارهٔ ترس در نقش یک شخصیت روانی انتقام‌جو با نام «The Man» ظاهر شد.
مجلهٔ موسیقی هیت پریدر در رده‌بندی «۱۰۰ خوانندهٔ متال برتر همهٔ دوران» جایگاه ۹۵اُم را به فیلث اختصاص داده‌است.